# هاینریش هاسلر
هاینریش هاسلر (اسپانیایی: Heinrich Haussler‎؛ زادهٔ ۲۵ فوریهٔ ۱۹۸۴) دوچرخه‌سوار اهل آلمان است.
از باشگاه‌هایی که در آن رکاب زده‌است می‌توان به آی‌ای‌ام سایکلینگ، تیم دوچرخه‌سواری گرواشتاینر، کنندیل–دراپاک، و تیم دوچرخه‌سواری بحرین–مریدا اشاره کرد.